# Elbtreppenhäuser

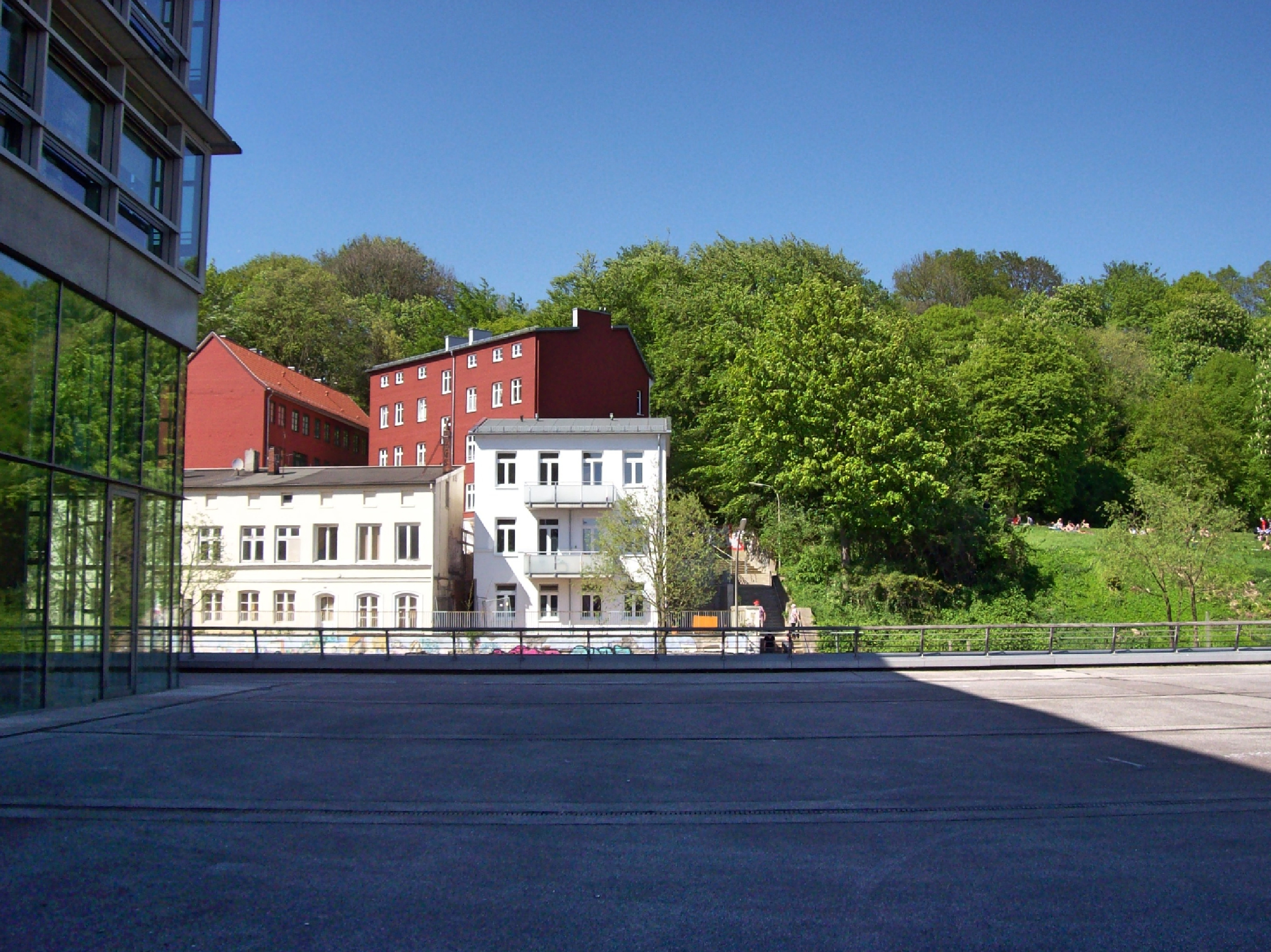
Elbtreppenhäuser, Mai 2016

Die Elbtreppenhäuser, auch Heuburg genannt, sind ein Ensemble von fünf verschachtelten Gebäuden am Altonaer Elbhang bei Neumühlen mit den Adressen Elbtreppe 5, 7/9, 13/13a, 15a/b und 15c (vormals 15c/d). Sie wurden zwischen 1740 und 1888 erbaut und gelten als letztes Zeugnis der ehemaligen Siedlungsstruktur am Altonaer Hafen. Dennoch entwickelte sich seit Mitte der 1990er Jahre ein Konflikt um die Erhaltung und Sanierung der Häuser entgegen der Abrisspläne der stadteigenen Wohnungsbaugesellschaft SAGA. Nach einem Kompromiss kam es ab 2014 zu Teilabrissen, umfangreichen Sanierungen und Neuaufbauten.

## Geschichte

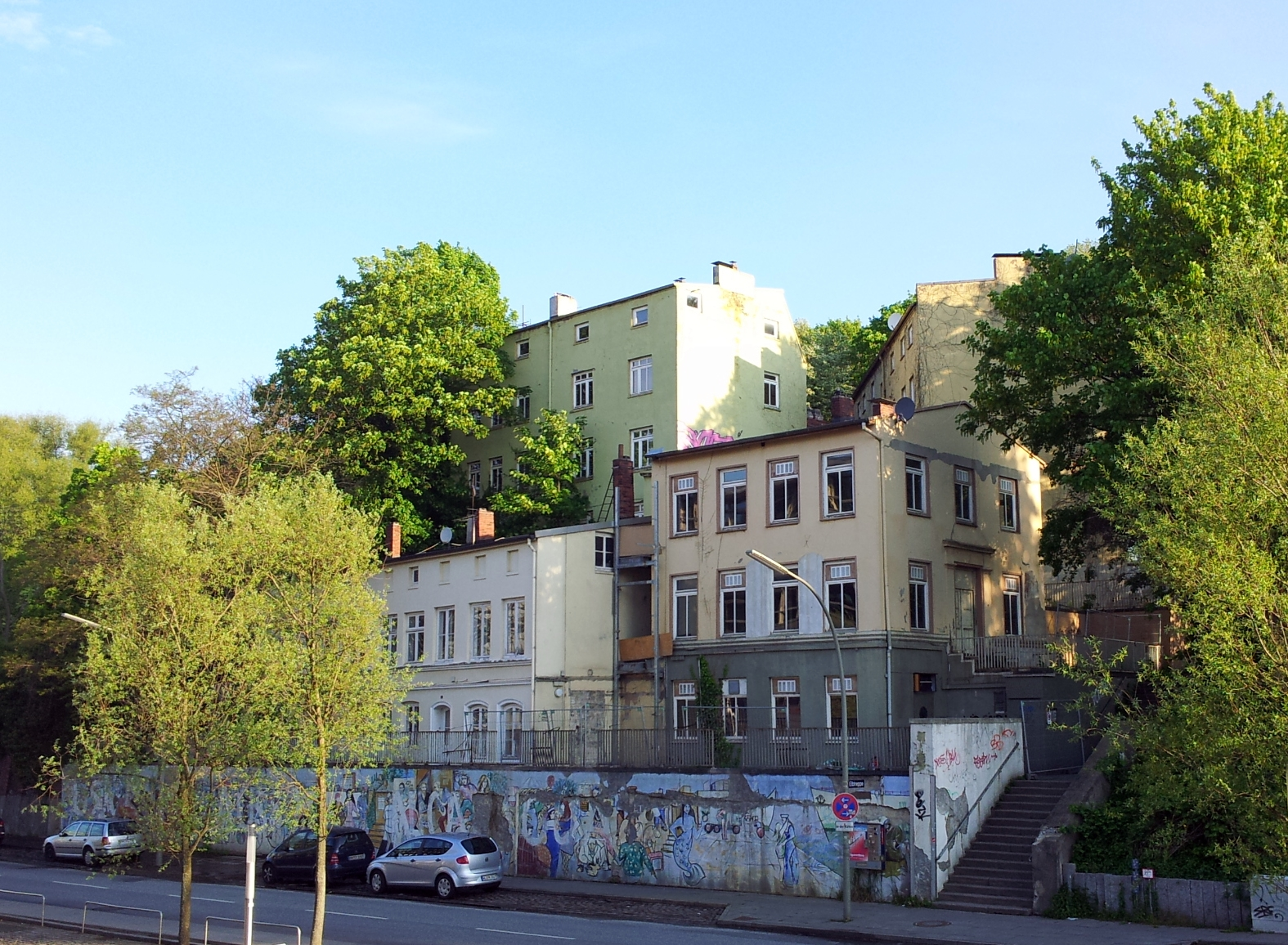
Elbtreppenhäuser, Mai 2013

Die Häuser am Fuße des Elbhangs entstanden zwischen 1740 und 1888 im Zuge der hafenwirtschaftlichen und industriellen Entwicklung Neumühlens. Erhalten sind fünf Gebäude von einer ganzen Reihe Hafenarbeiterhäusern, die sich vormals entlang der Elbe zogen. Sie liegen an einem den Hang aufsteigendem Weg, der ab dem 17. Jahrhundert Heuberg genannt wurde, da an diesem Ort Ottenser und Bahrenfelder Bauern das mit Schiffen von den Elbinseln gelieferte Heu den Berg hinaufbrachten.
Anfang des 20. Jahrhunderts legte man statt des Fahrwegs Treppen an, da Transporte neben der Hafenbahn seit 1911 mit der Hafenschleppbahn durchgeführt werden konnten. Seit 1950 ist diese Treppe und der Weg hoch zur Elbchaussee eine offizielle Straße mit dem Namen Elbtreppe, die auf halber Höhe den Schopenhauerweg kreuzt.
In den 1920er Jahren wurden zur Verbreiterung der Straße Neumühlen die erste Häuserreihe des Ensembles abgerissen und 1928 eine Spundwand vor die verbliebenen Häuser gebaut. Im Erdgeschoss des Hauses Nummer 7 ist aus dem 19. Jahrhundert die Gaststätte Heuburg oder auch Zum Heuberg bekannt, um 1910 beherbergte es das Restaurant Clausen, ab 1968 die Musikkneipe Die Zwiebel.
Das Ensemble steht seit 1997 im Eigentum der Hamburger Wohnungsbaugesellschaft SAGA und wurde – trotz eines im Jahr 2000 durch die Hamburgische Bürgerschaft festgelegten Erhaltungsgebots gemäß Denkmalschutzgesetz – systematisch entmietet. Nach einem erfolgreichen Bürgerbegehren für den Erhalt im Jahr 2010 und einer entsprechenden Zusage einschließlich eines in Aussicht gestellten Rückkehrrechts, zogen die letzten Mieter 2012 in Übergangswohnungen. Bereits kurze Zeit später gab die SAGA bekannt, das wegen „schwieriger statischer Verhältnisse am Hang“ doch ein Teilabriss unumgänglich sei. Nach langwierigen Verhandlungen zwischen Mietervertretern, Politikern und Mitarbeitern der Wohnungsbaugesellschaft kam es im November 2013 zu einem erneuten Kompromiss. Nach diesem sollten vier der fünf Häuser restauriert, das Etagenhaus mit den Hausnummern 15 c und d jedoch abgerissen und in ähnlicher Form wieder aufgebaut werden. Die Bauarbeiten begannen im Sommer 2014 mit der Sanierung der Sahlhäuser Nr. 15 a/b und des zweispännigen Backsteinbaus Nr. 13/13a. Im Frühjahr 2016 konnten diese Häuser von den Altmietern wieder bezogen werden. Im Bauverlauf wurden jedoch erheblich bauliche Schäden am Haus Nr. 7/9  festgestellt, so dass es nicht mehr zu retten gewesen sei. Es wurde bis auf Teile der Erdgeschosswände abgerissen und in ähnlicher Kubatur wieder aufgebaut. 2020 erfolgte der Neubau des Hauses Nr. 15c.

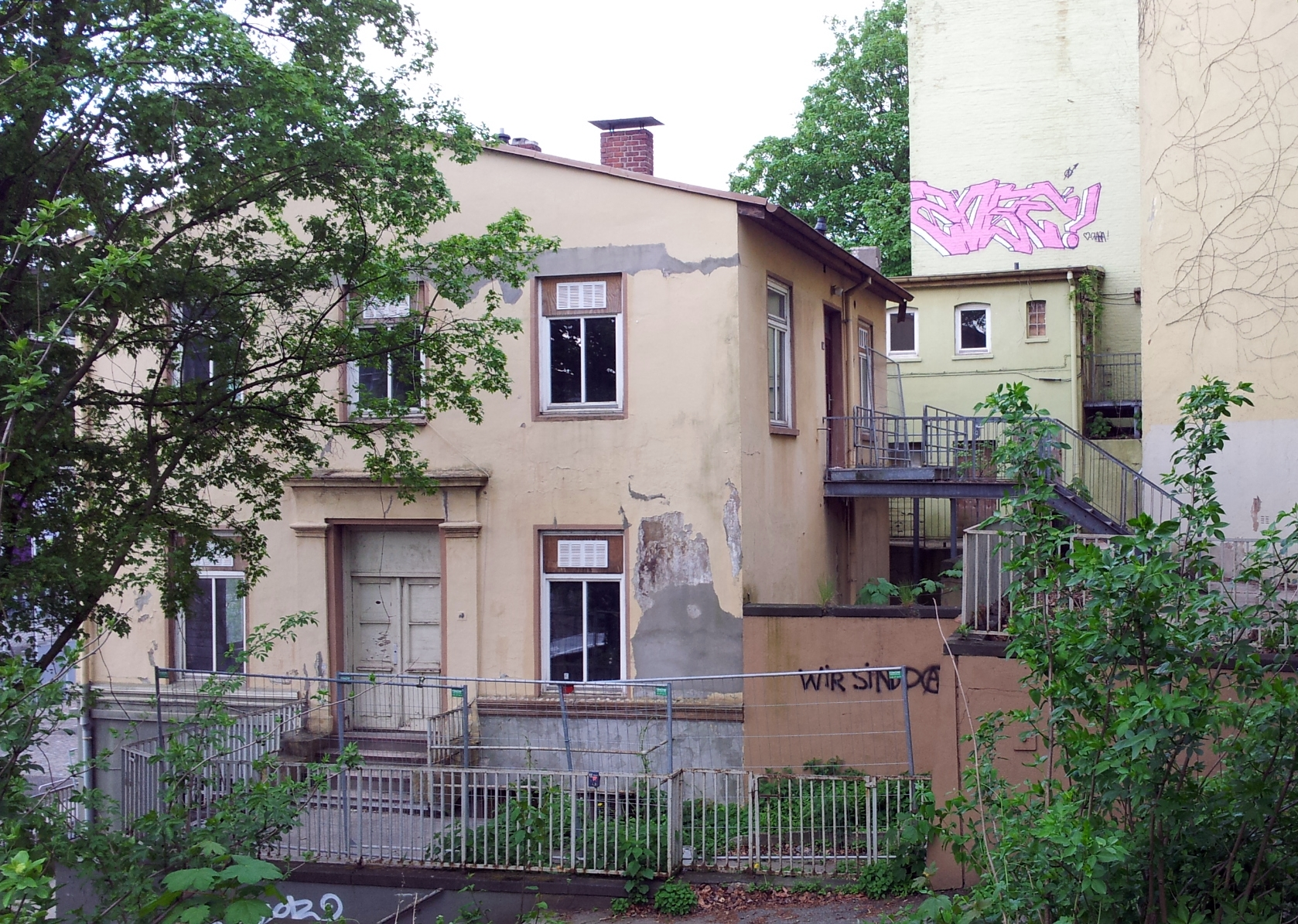
Das inzwischen abgerissene Haus Nr. 7 und 9 von der Elbtreppe aus gesehen, Außenzugänge im 1. und 2. Stock; im Hintergrund das Haus 15 c/d, ebenfalls abgerissen
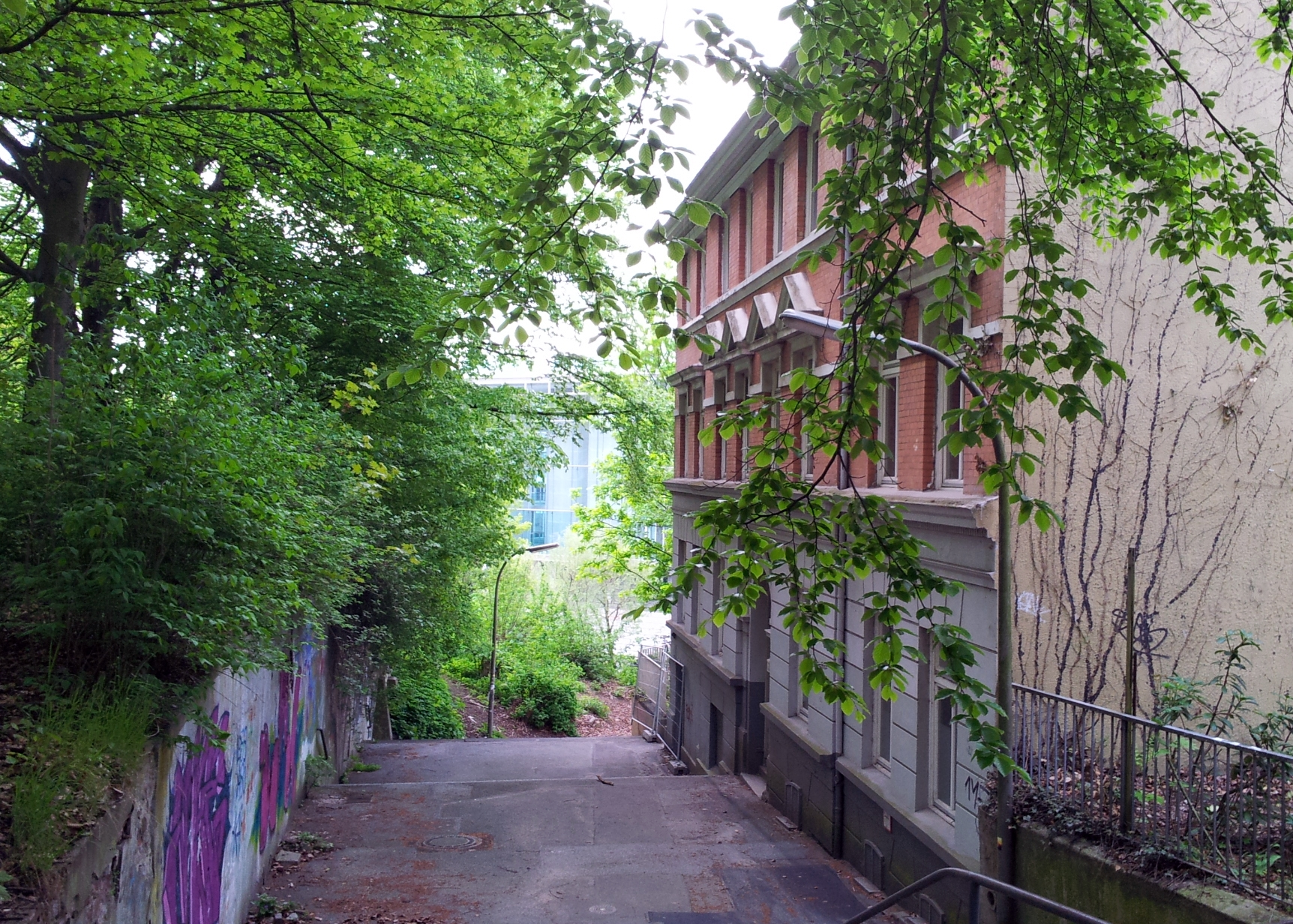
Gründerzeithaus Nr. 13 und 13 a, vor der Sanierung
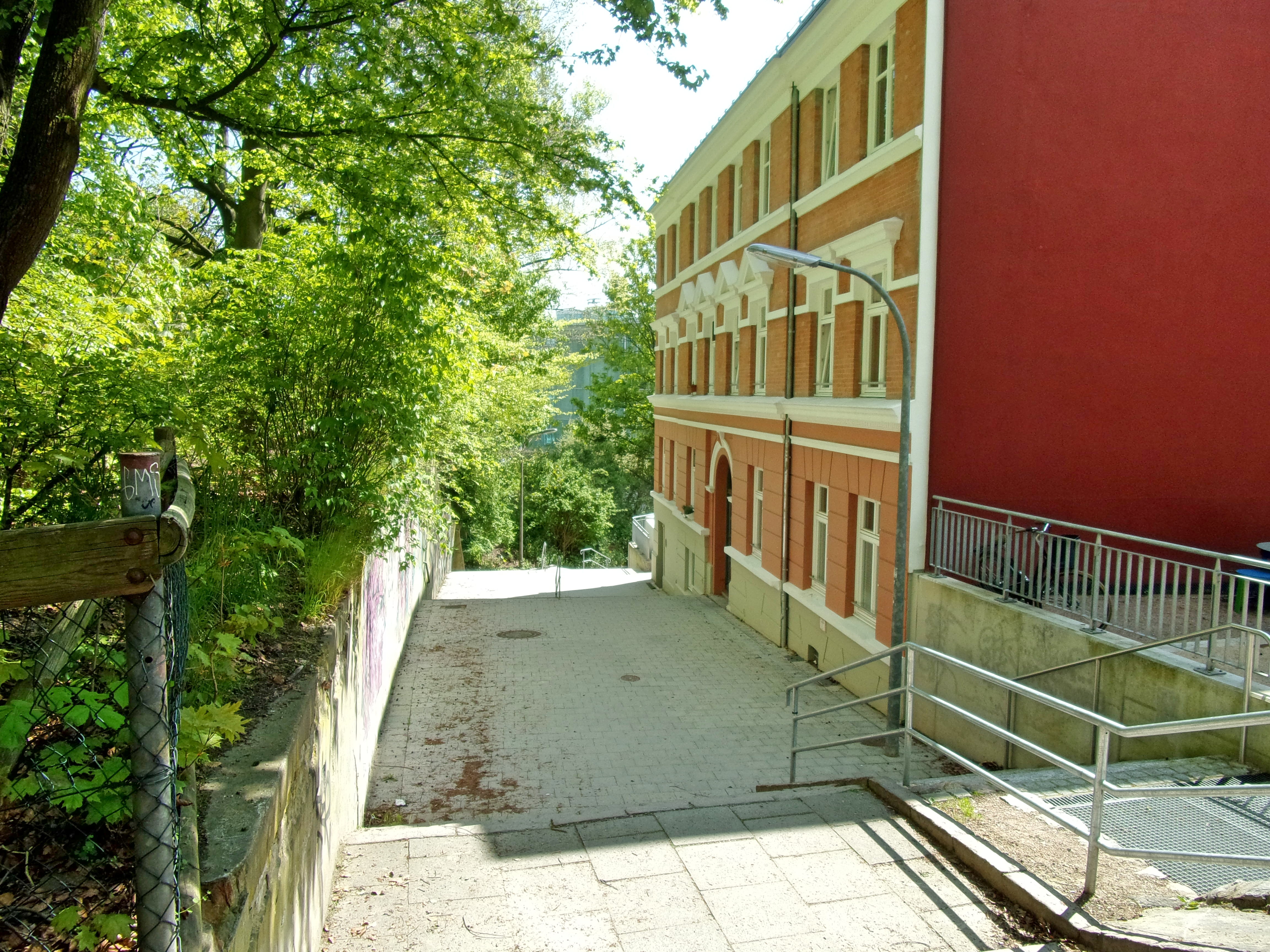
Nr. 13 und 13 a, nach der Sanierung
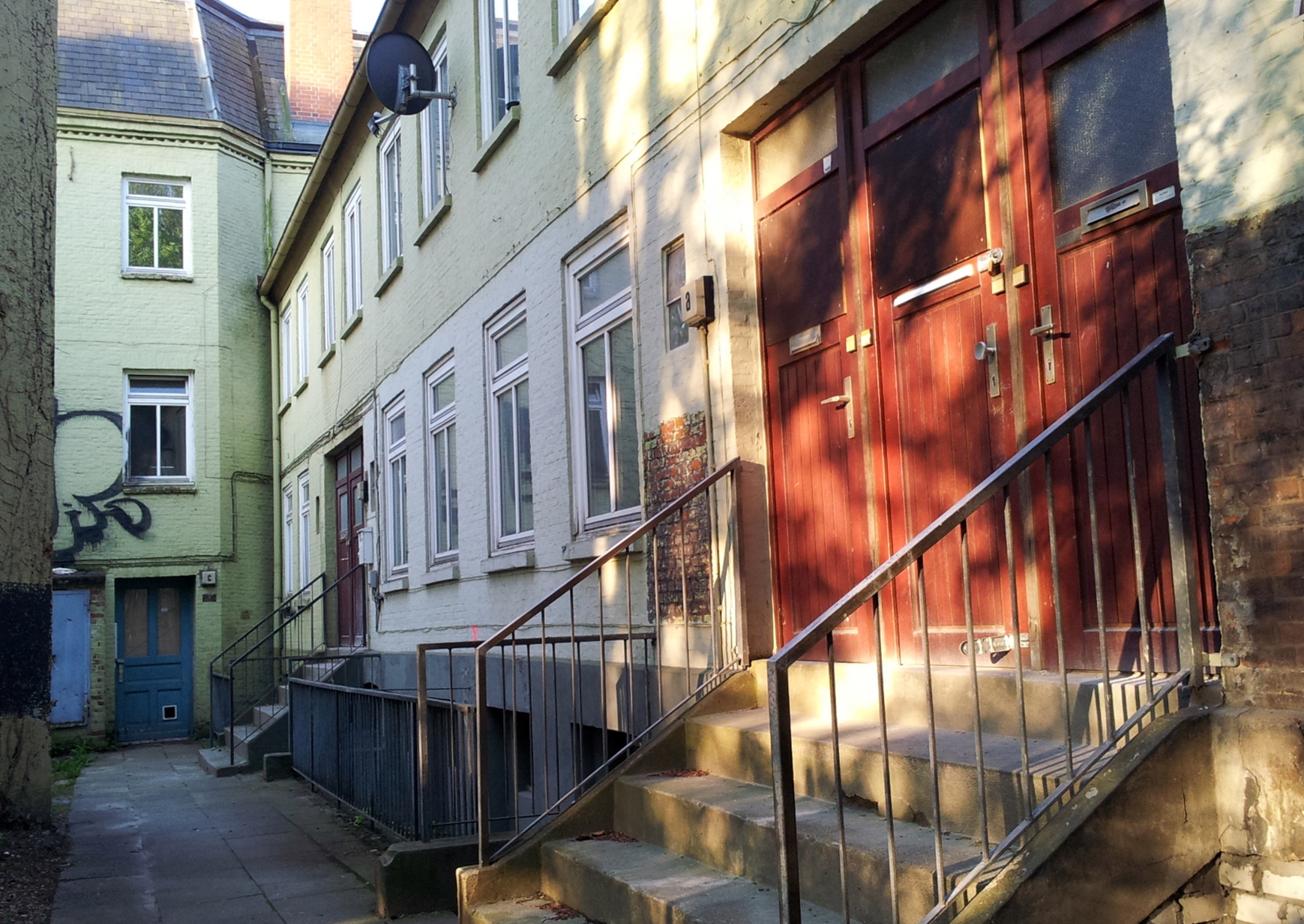
Sahlhäuser Nr. 15 a und b vor der Sanierung; sowie Blick auf den Eingangsbereich der ehemaligen Nr. 15 c

## Architektur
Das Gebäudeensemble zeigt verschiedene Formen des Arbeiterwohnungsbaus des 19. Jahrhunderts auf engem Raum und gilt als das letzte Zeugnis einer ehemals größeren dörflich-kleinstädtischen Siedlungsstruktur am Elbufer „im Spannungsfeld der Villenbebauung der Elbchaussee und der modernen Büroarchitektur des Elbufers“. In die Liste der Kulturdenkmäler aufgenommen sind das gründerzeitliche Etagenwohnhaus von 1888 mit den Hausnummern 13/13a direkt an der Elbtreppe im Ensemble mit den dahinter liegenden Sahlhäusern aus den Jahren 1863 bis 1872 mit den Hausnummern 15 a/b. Sie sind eines der letzten fast vollständig im Erbauungszustand erhaltenen Sahlhäuser Hamburgs.
Nicht unter Denkmalschutz, dennoch hervorgehoben waren die Häuser Nummer 7/9, in dem von seiner Errichtung bis zum Abriss fast durchgängig eine Gaststätte betrieben wurde, sowie das als Querriegel dem Ensemble vorgelagerte Haus Nr. 5, in dem sich ungewöhnlicher Weise ein Tonnengewölbe befindet, vermutlich ebenfalls zwischen 1863 und 1872 entstanden.